# Mekanisering
Mekanisering är ersättandet av manuella arbetsmoment med liknande moment som utförs med hjälp av maskiner. En mer avancerad förändring som är vanlig inom tillverkningsindustri kallas automatisering eller automation.

## Mekanisering i jordbruket
Mekanisering inom jordbruk innebär att dragdjur ersätts av traktorer och att slåtter utförs med slåttermaskiner istället för med lie. Precis som i industrin påskyndas mekaniseringen inta bara av den tekniska utvecklingen utan också av stigande kostnader för arbetskraft.

## Mekanisering av militära förband

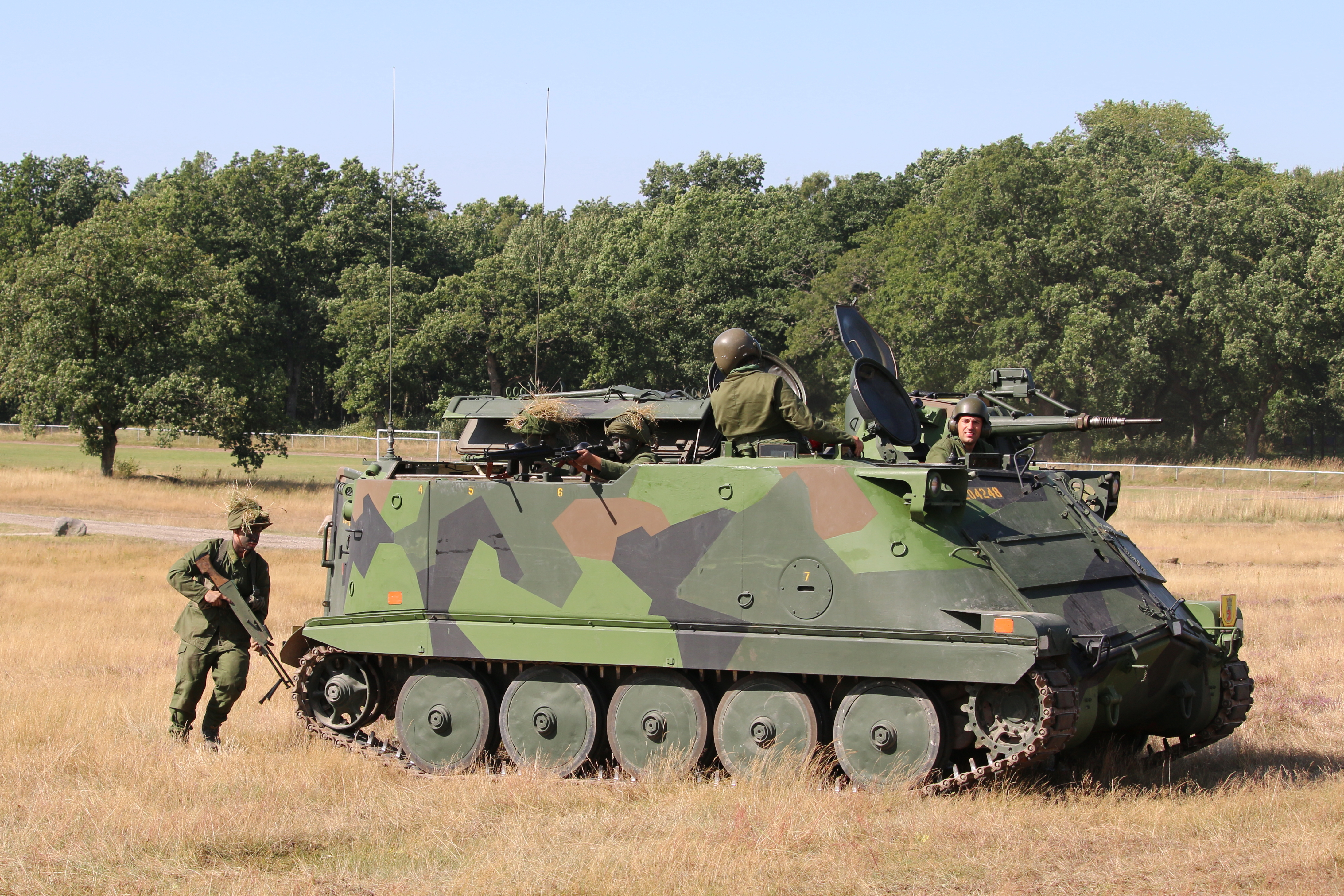
Pansarbandvagn

Mekanisering av militära förband uppstod första gången i Sovjetunionen under försvarsförberedelserna i det tidiga 1930-talet, och har den speciella betydelsen att transporter av förbandet sker med bepansrade fordon istället för obepansrade dito. Förband som transporteras på lastbilar kallas istället motoriserat. Skillnaden mellan mekaniserat infanteri och pansartrupper är en definitionsfråga, där en vanlig definition är att det förstnämnda ska kunna bekämpa infanteri, medan de sistnämnda bekämpar även andra pansartrupper (jämför skillnaden mellan stridsfordon och stridsvagn).